# Weta
Weta (maorsky wētā) je obecné označení pro zástupce ze skupiny asi 100 druhů rovnokřídlého hmyzu z čeledí Rhaphidophoridae a Anostostomatidae žijící na Novém Zélandu. Wety se vyznačují mohutnou velikostí, ty největší wety patří k nejtěžším zástupcům hmyzu na světě. Samice druhu Deinacrida heteracantha, nalezená na Malém bariérovém ostrově (Little Barrier Island), vážila 71 gramů a stala se tak nejtěžším zdokumentovaným exemplářem hmyzu.
Wety žijí nočním životem, jsou bezkřídlé. Většina menších druhů jsou masožravé nebo mrchožravé, větší druhy bývají býložravé. Vajíčka kladou na podzim do trouchnivějícího dřeva. Podle fosilních nálezů žily wety už před 200 miliony let.